# 대전장대초등학교
대전장대초등학교는 대한민국 대전광역시 유성구에 있는 초등학교다.

## 학교 연혁
- 2002. 05. 01. 대전장대초등학교 개교(6학급 편성)
- 2002. 05. 27. 본관 2동 4층 교사 완공
- 2003. 02. 21. 제1회 졸업식(33명)
- 2003. 10. 13. 으뜸장대 도서관 개관
- 2004. 03. 01. 18학급 편성
- 2005. 11. 17. 교원평가 시범학교 지정(교육인적자원부)
- 2007. 03. 01. 교원능력개발평가 시범학교(대전광역시교육청)
- 2009. 02. 21. 제7회 졸업식(졸업생 606명)
- 2009. 03. 01. 24학급 편성(특수반 1학급 포함)
- 2010. 02. 17. 제8회 졸업식(졸업생 737명)
- 2010. 03. 01. 27학급 편성(특수반 1학급 포함)
- 2013. 03. 01. 진로교육중점학교 운영(대전광역시교육청)
- 2014. 03. 01. 27학급 편성(특수반 1학급 포함)
- 2015. 02. 13. 제14회 졸업식
- 2015. 03. 01. 26학급 편성(특수반 1학급 포함)

## 학교 상징
- 교화 : 영산홍 - 사랑과 단결을 뜻하는 영산홍처럼 자신의 역할에 항상 최선을 다하여 밝고 명랑한 인성을 갖춘 인간으로 성장함을 의미
- 교목 : 소나무 - 소나무의 높은 기상처럼 크고 곧게 자라서 무궁토록 성장 발전하여 국가와 민족을 위해 꼭 필요한 인재로 성장함을 의미

## 참고 자료
- 대전장대초등학교 - 한국교육학술정보원 학교알리미